# 花鏡の庭
花鏡の庭（はなかがみのにわ）は、愛知県春日井市にある中部大学25号館人文学部棟の中庭。庭の南東に配置する直径7ｍの水盤で開花した花を映し込む花鏡とし、水がこぼれ落ちる際に生じる水輪がいくつもの輪を作るように仕掛け、さらに水面に空や雲の色を映り込ませて自然を取り込んだ空間演出を施している他、自生樹木をいかした他多種の開花樹木と草花で構成している。 設計者は岡田憲久。